# Namrata Sawhney
Namrata Sawhney (Hindi: नम्रता साहनी namrata Sahani: 4 de diciembre de 1970 en Mumbai) es una actriz de cine y de doblaje y cantante india, habla inglés y el hindi como sus lenguas maternas. Desde hace más de 30 años, ella ha estado interpretando a personajes por medio de doblajes para medios de comunicación extranjeros, actualmente ella trabaja para "Sugar Mediaz", un estudio de doblaje de la India. Ella se formó como artista de voz para doblajes y como ingeniera de sonido para trabajar en esta empresa. Además es considerada como el artista oficial del "Hindi dub", por sus actuaciones en películas tamiles. En sus pasatiempos, le gusta cantar, leer libros, viajar a diferentes lugares para ir a nadar.

## Filmografía

### Pel´culas
| Año  | Título       | Personaje       | idioma |
| ---- | ------------ | --------------- | ------ |
| 1993 | Bedardi      | Mohini          | Hindi  |
| 1994 | Vaade Iraade | Additional Role | Hindi  |

### Voces de personajes

#### Animaciones
| Año  | Título           | Personaje | Idioma | Notas |
| ---- | ---------------- | --------- | ------ | ----- |
| 2012 | Krishna Aur Kans | Dourga    | Hindi  |       |

#### Commerciales
| Año  | Promoción                        | Idioma |
| ---- | -------------------------------- | ------ |
| 2004 | Indian Idol Radio Channel promos | Hindi  |